# Tunte Cantero
Tunte Cantero Artiles (Las Palmas de Gran Canaria, 9 de agosto de 1975) es un deportista español que compitió en vela en la clase 470.
Ganó una medalla de bronce en el Campeonato Mundial de 470 de 2002 y una medalla de bronce en el Campeonato Europeo de 470 de 2000. Participó en los Juegos Olímpicos de Sídney 2000, ocupando el décimo lugar en la clase 470.

## Palmarés internacional
| \| Campeonato Mundial \| Campeonato Mundial \| Campeonato Mundial \| Campeonato Mundial \| \| Año \| Lugar \| Medalla \| Clase \| \| ------------------ \| ------------------- \| ------------------ \| ------------------ \| \| 2002 \| Cagliari ( Italia) \| Medalla de bronce \| 470 \| \| Campeonato Europeo \| \| \| \| \| Año \| Lugar \| Medalla \| Clase \| \| 2000 \| Malcesine ( Italia) \| Medalla de bronce \| 470 \| |                     |                   |       |
| Campeonato Mundial |                     |                   |       |
| Año | Lugar               | Medalla           | Clase |
| 2002 | Cagliari ( Italia)  | Medalla de bronce | 470   |
| Campeonato Europeo |                     |                   |       |
| Año | Lugar               | Medalla           | Clase |
| 2000 | Malcesine ( Italia) | Medalla de bronce | 470   |